# Lupo di Sycan

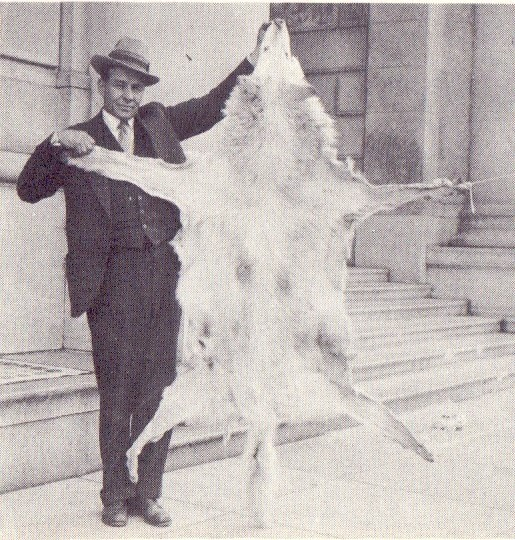
Pelliccia del lupo di Sycan, con Elmer Williams dietro (1927)

Il lupo di Sycan fu un lupo grigio di colore bianco che, durante un periodo di 12 anni, uccise un numero elevato di bovini, cavalli e ovini fino alla sua morte nel 1927. Fu attivo presso le paludi di Sycan nell'Oregon meridionale, e le sue uccisioni ammontarono a 15 000 dollari. Era più grande della norma, con impronte grandi quanto quelli di un grosso puma, e non associava con altri lupi, facendo eccezione per un gruppo di coyote che si nutrivano delle sue prede abbandonate.
Dato la sua astuzia nell'evitare le trappole e le esche, il governo regionale diede l'incarico di abbatterlo al cacciatore governativo Elmer Williams nel 1925. Studiando attentamente il territorio del lupo, notò che l'animale attraversava regolarmente un tronco facendo da ponte sul fiume Sycan. Dispose sul tronco numerose trappole, ma il piano fallì, siccome le trappole venivano sempre attivate dalle linci rosse, e un'alluvione infine trascinò via il tronco. Quando il lupo fu finalmente abbattuto due anni dopo presso Fort Klamath, si notò che era un animale molto vecchio, quasi sdentato.